# Aloe conifera
Aloe conifera é uma espécie de liliopsida do gênero Aloe, pertencente à família Asphodelaceae.